# Multipeniata californica
Multipeniata californica is een platworm (Platyhelminthes). De worm is tweeslachtig. De soort leeft in het zoute water.
Het geslacht Multipeniata, waarin de platworm wordt geplaatst, wordt tot de familie Multipeniatidae gerekend. De wetenschappelijke naam van de soort werd voor het eerst geldig gepubliceerd in 1995 door Karling & Jondelius.